# Site archéologique de Can Modolell
Can Modolell est  un site archéologique situé à Cabrera de Mar, près de Mataró, dans la province de Barcelone en Catalogne,.

## Historique
Il s'agit d'un ensemble de vestiges archéologiques datant de l'époque ibérique de l'Hispanie romaine jusqu'à la fin du Moyen Âge. La découverte la plus importante qui a été faite est la structure d'une villa romaine impériale avec un sanctuaire, peut-être dédié au dieu romain Neptune et à une déesse féminine et, plus tard, au dieu Mithra, d'origine perse.
Le site était bien relié car il se trouve à proximité du tronçon côtier de la Via Augusta reliant l'oppida civium Romanorum de Blandae (Blanes), Iluro (Mataró) et Baetulo.

## Le site archéologique
Le site archéologique de Can Modolell est situé dans la partie nord du centre urbain de Cabrera de Mar. Il est situé à 190 m d'altitude, sur un point culminant entre deux ruisseaux d'où il domine la vallée de Cabrera.
En 1974, grâce à une action furtive, la présence du site a été mise en évidence et, à partir de ce moment-là, une longue campagne de fouilles a commencé jusqu'en 1984, année au cours de laquelle les structures actuelles ont été découvertes. Une fois les fouilles archéologiques terminées, la situation du site fut longtemps très précaire, puisqu'il se trouvait au bord d'une route. Il n'était pas particulièrement protégé jusqu'à ce qu'au milieu de l'année 1995, il soit nettoyé et qu'une clôture de protection soit érigée. De plus, Josep Miquel Modolell, propriétaire du terrain où se trouve la colonie, a fait don du terrain à la Fundació Burriac de Cabrera de Mar.
Les fouilles ont permis d'identifier un ensemble de bâtiments distribués sur une vaste zone, sans organisation claire, et qui ont été reconstruits à différentes époques. Le complexe comprenait plusieurs salles décorées d'un programme ornemental sophistiqué composé principalement de peintures et de revêtements en marbre. Un accès monumental était flanqué d'un cryptoportique d'une hauteur de 4 m. Une série d'autels a également été récupérée, certains de grande taille et en pierre locale, d'autres de petite taille et en marbre. D'autres objets votifs ont également été découverts.
Des visites guidées du site archéologique ont lieu tous les dimanches de l'année.